# Centrale photovoltaïque de Yangbajing
La centrale solaire photovoltaïque de Yangbajing (chinois : 羊八井光伏电站 ; pinyin : yángbājǐng guāngfú diànzhàn) est située à Yangbajing (ou Yangbajain), dans le comté de Dangxiong (ou Damxung), situé dans la ville-préfecture de Lhassa, dont elle est située à 90 km au nord-ouest du centre-ville, dans la région autonome du Tibet. Construite en 2010-2011, elle a une capacité de 10 mégawatts. Sa puissance a été augmentée pour atteindre 20 MW le 10 mai 2012,.

## Description
La centrale photovoltaïque de Yangbajing était, au moment de sa construction, la centrale de production d'énergie la plus haute au monde, étant située à 4 300 mètres d'altitude. Elle a été raccordée au réseau en janvier 2011. La centrale photovoltaïque de Shigatse, mise en production la même année, est la seconde à posséder une puissance de 10 MW au Tibet, en 2015, elle était en cours d'augmentation pour une puissance de 20 MW. La centrale photovoltaïque de Ngari, mise en service en novembre 2013 a également une puissance de 10 MW.
Le maître d'ouvrage en était la société Long Yuan Powers, une filiale de la société China Guodian, un des principaux groupes énergétiques chinois, et le maître d'œuvre la société à responsabilité limitée Beijing Corona Science & Technology.
D'une capacité de 10 mégawatts, la centrale est prévue pour durer 25 ans.
Son rôle est d'atténuer la pénurie d'électricité au centre de la région autonome du Tibet. Elle doit permettre également d'acquérir l'expérience pratique nécessaire à la promotion des grosses centrales photovoltaïques reliées au réseau au Tibet.